# NBA-Kupa
Az NBA-Kupa (hivatalos nevén: Emirates NBA Cup; angolul: NBA In-Season Tournament vagy NBA Cup) a National Basketball Association alapszakasza közben játszott torna, amit 2023-ban rendeztek meg először.
A torna csoportkörrel kezdődik, ahol a liga 30 csapatát hat csoportra osztják, főcsoportonként háromba. Mindegyik csapat négy mérkőzést játszik a csoportkörben, amely eredmények az alapszakaszban mutatott teljesítményükbe is beleszámítanak. Minden csoport győztese és a legjobb második helyezettek (egy-egy mindkét főcsoportból) továbbjutnak az egyenes kieséses szakaszba. Az elődöntőket és a döntőt semleges pályán játsszák, míg a korábbi találkozókat az adott csapatok hazai pályáin. A győztes megkapja az NBA-Kupát és minden játékos ezek mellett 500 ezer dollárt is zsebre tehet. Az első szezon győztese a Los Angeles Lakers volt, míg a torna legjobbjának LeBron Jamest választották. A címvédő a Milwaukee Bucks.

## Formátum
- Hat ötcsapatos csoport.
- Az alapszakasz első hat hetében csoportmérkőzéseket fognak játszani a csapatok, kettőt otthon, kettőt idegenben. Ezek a mérkőzések ettől függetlenül számítani fognak a csapatok alapszakasz-teljesítményébe is.
- A csoportok győztesei és két további csapat (amik kiválasztásának módja még nem ismert) fog tovább jutni az egyenes kieséses szakaszba.
- Az elődöntőket és a döntőt semleges pályán fogják játszani.
- A győztes csapat játékosai mind kapnak 500 ezer dollárt.

### Sorrend meghatározása
Abban az esetben, ha legalább két csapat azonos teljesítménnyel zárja a csoportkört:
- az azonos teljesítménnyel rendelkező csapatok egymás elleni eredményei
- az azonos teljesítménnyel rendelkező csapatok pontkülönbsége
- az azonos teljesítménnyel rendelkező csapatok szerzett pontjai a csoportkörben
- az azonos teljesítménnyel rendelkező csapatok teljesítménye a 2022–2023-as szezon közben
- véletlen sorsolás az azonos teljesítménnyel rendelkező csapatok között

## A kupa befolyása az alapszakaszon
A döntő kivételével minden lejátszott mérkőzés beleszámít az adott csapatok teljesítményébe az alapszakaszban.
Az NBA alapszakaszát megváltoztatták, hogy ne kelljen a csapatoknak a megszokottnál több mérkőzést játszani. Eredetileg minden csapat csak 80 mérkőzést jelentették be. Az egyenes kieséses szakasz első két fordulója (negyeddöntők és elődöntők) a 81. és 82. mérkőzésnek számít azon csapatoknak, akik idáig eljutottak. A döntő egy 83. mérkőzés lesz a szezonban, ami viszont már nem számít az alapszakasz részének. Azok a csapatok, akik nem jutnak be az egyenes kieséses szakaszba vagy kiesnek a negyeddöntőben, kapnak további egy vagy két mérkőzést, hogy meglegyen a szükséges 82 mérkőzésük.

## Győztesek
| Év   | Győztes            | Eredmény | Ezüstérmes            | Stadion        | Helyszín         | For.  |
| ---- | ------------------ | -------- | --------------------- | -------------- | ---------------- | ----- |
| 2023 | Los Angeles Lakers | 123–109  | Indiana Pacers        | T-Mobile Arena | Paradise, Nevada | [ 5 ] |
| 2024 | Milwaukee Bucks    | 97–81    | Oklahoma City Thunder | T-Mobile Arena | Paradise, Nevada | [ 6 ] |

## MVP-díjazottak
| Év   | Játékos             | Csapat             | For.  |
| ---- | ------------------- | ------------------ | ----- |
| 2023 | LeBron James        | Los Angeles Lakers | [ 7 ] |
| 2024 | Jánisz Antetokúnmpo | Milwaukee Bucks    | [ 6 ] |